# Дзвінкий ретрофлексний проривний
Дзвінкий ретрофлексний проривний — приголосний звук, що існує в деяких мовах. У Міжнародному фонетичному алфавіті записується як ⟨ɖ⟩ («d» із загнутим праворуч гачком). В українській мові цей звук передається на письмі літерою д.

## Назва
- Дзвінкий ретрофлексний проривний (англ. voiced retroflex stop)
- Дзвінкий ретрофлексний зімкнено-проривний

## Властивості
Властивості дзвінкого ретрофлексного проривного:
- Тип фонації — дзвінка, тобто голосові зв'язки вібрують від час вимови.
- Спосіб творення — проривний або зімкнений, тобто повітряний потік повністю перекривається.
- Місце творення — ретрофлексне, що прототипічно означає, що кінчик язика загинається вгору до твердого піднебіння.
- Це ротовий приголосний, тобто повітря виходить крізь рот.
- Це центральний приголосний, тобто повітря проходить над центральною частиною язика, а не по боках.
- Механізм передачі повітря — егресивний легеневий, тобто під час артикуляції повітря виштовхується крізь голосовий тракт з легенів, а не з гортані, чи з рота.

## Приклади
| Мова        | Мова        | Слово     | МФА          | Значення      | Примітки                             |
| ----------- | ----------- | --------- | ------------ | ------------- | ------------------------------------ |
| гінді       | гінді       | डेढ़        | [ɖeːɽʱ]      | півтора       | Див. фонетика гінді                  |
| каннада     | каннада     | ಅಡಸು       | [ʌɖʌsu]      | приєднуватися |                                      |
| малаялам    | малаялам    | പാണ്ഡവര്     | [ˈpäːɳɖäʋər] | Пандави       |                                      |
| маратхі     | маратхі     | हाड        | [haːɖ]       | кістка        | Див. фонетика маратхі                |
| норвезька   | норвезька   | varde     | [ˈʋɑɖːə]     | бекон         | Див. норвезька фонетика              |
| пушту       | пушту       | ډﻙ        | [ɖak]        | повний        |                                      |
| пенджабська | пенджабська | ਡੱਡੂ        | [ɖəɖːu]      | жаба          |                                      |
| сардинська  | сардинська  | cherveddu | [kerˈveɖːu]  | мозок         |                                      |
| сицилійська | сицилійська | beddu     | [ˈbɛɖːu]     | гарний        |                                      |
| сомалійська | сомалійська | dhul      | [ɖul]        | земля         | Див. сомалійська фонетика            |
| тамільська  | тамільська  | வண்டி       | [ʋəɳɖi]      | карта         | Алофон /ʈ/. Див. тамільська фонетика |
| телугу      | телугу      | అఢరు       | [ʌɖʌru]      | підніматися   |                                      |
| шведська    | шведська    | nord      | [nuːɖ]       | північ        | Див. шведська фонетика               |
| яванська    | яванська    | dhahar    | [ɖahaɽ]      | їсти          |                                      |